# Казандзаки, Галатея
Галатея Казандзаки (греч. Γαλάτεια Καζαντζάκη, в девичестве Алексиу, греч. Αλεξίου; 8 Март 1881 Ираклион на Крите, — 17 декабря 1962, Афины) — греческая писательница.

## Биография и творчество
Галатея родилась в семье критского общественного деятеля Стильяноса Алексиу, владельца типографии и книжной лавки; её сестра Элли Алексиу; была женой Никоса Казандзакиса, а через много лет после развода с ним вторично вышла замуж за писателя Маркоса Авгериса.
Дебютировала повестью «Смейся, паяц» («Ρίντι παλιάτσο», 1909), а в 1911 году в Афинах поставили её пьесу «За любую жертву» («Με καθε θυσια»). Галатея отдала дань греческому шовинизму, ставшему массовым в начале XX века. Вот что писала она в школьной книге для чтения «Боец» (1914):
Два вековых врага греческого народа суть болгары и турки. Они самые опасные и бесчеловечные. В нашей истории есть страшные описания зверств дикого болгарского народа, который себя называет христианским. Они суть татары и в родстве с турками. Они перешли Дунай и злоупотребили гостеприимством на наших землях... Остались татарами.
Среди других произведений Галатеи — роман «Женщины» («Γυναίκες», 1933), сборник рассказов «С одиннадцати до часу дня» («11 π. Μ. — 1 μ. Μ.») и «Критические минуты» («Κρίσιμες στιγμές»). Все они посвящены преимущественно критике семейных и социальных отношений с позиций радикального демократизма, а также проблеме эмансипации женщин.
С середины тридцатых годов стала участвовать в антифашистском движении; во время Второй мировой войны — участница Движения Сопротивления. Социалистические тенденции отразились на её сборнике «Мир, который умирает, и мир грядущий» («Ο κόσμος που πεθαίνει και ο κόσμος που έρχεται», 1963).
Сборник драм Галатеи Казандзаки вышел в 1959 году под названием «Занавес» («Αυλαία»).